# Costa Fascinosa (schip, 2012)
De Costa Fascinosa  is een cruiseschip van Costa Crociere. Het schip werd in oktober 2007 besteld. De Costa Fascinosa is gebaseerd op het Concordia-klasse model en is het vijftiende schip in dienst van Costa Crociere.

## Naamgeving
De Costa Fascinosa en haar zusterschip Costa Favolosa werden besteld in oktober 2007 als onderdeel van een € 2,4 miljard kostende uitbreiding van de Costa Crociere-vloot, met vijf schepen die in dienst zijn gekomen tussen 2009 en 2012, om het passagiersaantal te verhogen met 50%. De bouw van de Costa Fascinosa heeft Costa Cruises ongeveer €510 miljoen gekost. De namen van de twee schepen werden geselecteerd via een wedstrijd. In de eerste fase vroeg men aan 16.000 paren om een naam voor te stellen voor deze twee schepen. Deze namen moesten voldoen aan het idee dat de schepen bedoeld waren om 'magische en betoverende plaatsen' op te roepen. De namen van 25 paren werden genomineerd en op de website van het bedrijf gezet, waar meer dan 42.000 bezoekers konden stemmen op hun favoriet. De namen Favolosa (Italiaans voor "fabulous") en Fascinosa ("fascinerend" of "glamoureuze") werden geselecteerd als het winnende paar.